# Adamantíos Andrutsópulos
Adamantíos Andrutsópulos (em grego: Αδαμάντιος Ανδρουτσόπουλος; n. 1919 - f. 10 de Novembro de 2000) foi um político da Grécia. Ocupou o cargo de primeiro-ministro da Grécia de 25 de Novembro de 1973 até 24 de Julho de 1974.

## Vida
Ele nasceu em Psari, Messenia, Grécia em 1919. Ele estudou na Universidade de Atenas e na Universidade de Chicago. Ele nunca se formou em Chicago. Foi Ministro das Finanças (21 de abril de 1967 – 26 de agosto de 1971) e Ministro do Interior (26 de agosto de 1971 – 10 de maio de 1973) durante o regime militar de Papadopoulos. Quando Papadopoulos foi deposto em 1973 por Ioannides, Androutsopoulos foi nomeado Chefe de Governo (25 de novembro de 1973 – 23 de julho de 1974), e também Ministro das Finanças (25 de novembro de 1973 – 26 de julho de 1974), até o retorno de governo democrático em 1974 durante a Metapolitefsi.